# Campeonato FIBA Américas Femenino Sub-16 de 2019
El Campeonato FIBA Américas Femenino Sub-16 de 2019 fue la 6.ª edición del torneo de baloncesto organizado por FIBA Américas, el torneo más importante a nivel americano para selecciones femeninas menores de 16 años. Se disputó en la ciudad de Puerto Aysén en Chile del 16 al 22 de junio de 2019 y entregó cuatro plazas al Campeonato Mundial de Baloncesto Femenino Sub-17 de 2020.

## Selecciones participantes
- Norteamérica:
  -  Canadá
  -  Estados Unidos
- Centroamérica y el Caribe:
  -  El Salvador
  -  México
  -  Puerto Rico
- Sudamérica:
  -  Brasil
  -  Chile (Sede)
  -  Ecuador

## Primera fase
Se realizó el sorteo de los grupos el 30 de abril de 2019 en la ciudad de San Juan en Puerto Rico.

### Grupo A
|   | Equipo      | Pts | J | G | P | PF  | PC  | Dif  |
| - | ----------- | --- | - | - | - | --- | --- | ---- |
| 1 | Canadá      | 6   | 3 | 3 | 0 | 240 | 112 | +128 |
| 2 | Puerto Rico | 4   | 3 | 1 | 2 | 149 | 184 | -35  |
| 3 | Ecuador     | 4   | 3 | 1 | 2 | 143 | 186 | -43  |
| 4 | Brasil      | 4   | 3 | 1 | 2 | 156 | 206 | -50  |

| 16 de junio, 13:15 | Ecuador                                                                        | 33–79                | Canadá                                                                       | Aysén                                                                                     |  |
|                    | Parciales: 3-11, 8-17, 13-28, 9-23                                             |                      |                                                                              |                                                                                           |  |
|                    | Estadísticas Blanca Quiñonez (12) Paulina Vaicekauskas (6) Blanca Quiñonez (3) | Reporte Pts Reb Asts | Estadísticas (11) Teah Stupar (10) Isaline Alexander (3) D. Lee, A. Thompson | Pabellón: Polideportivo 21 de Abril Árbitros: Ashley Gilpin Mario Granados Karol Quiñones |  |

| 16 de junio, 18:00 | Brasil                                                                       | 62–57                | Puerto Rico                                                                   | Aysén |  |
|                    | Parciales: 24-6, 10-14, 11-20, 17-17                                         |                      |                                                                               | |  |
|                    | Estadísticas Brenda Bleidao (20) Rhayssa Souza (15) B. Bleidao, R. Souza (3) | Reporte Pts Reb Asts | Estadísticas (17) Nina De León (8) Sophia Fontaine (3) B. Delgado, N. De León | Pabellón: Polideportivo 21 de Abril Árbitros: Virginia Peruchini Nicolás Flores Ávalos Felipe Valenzuela |  |

| 17 de junio, 13:15 | Puerto Rico | 52–39                | Ecuador                                                                 | Aysén                                                                                         |  |
|                    | Parciales: 6-13, 24-5, 12-15, 10-6                                                                                 |                      |                                                                         |                                                                                               |  |
|                    | Estadísticas N. De León, S. Vázquez, P. Hernández (10) Paola Hernández (14) B. Delgado, N. De León, s. Vázquez (2) | Reporte Pts Reb Asts | Estadísticas (16) Blanca Quiñonez (10) Samy Bacilio (4) Blanca Quiñonez | Pabellón: Polideportivo 21 de Abril Árbitros: Virginia Peruchini Ashley Gilpin Karol Quiñones |  |

| 17 de junio, 18:00 | Canadá                                                                      | 78–39                | Brasil                                                                     | Aysén                                                                                             |  |
|                    | Parciales: 25-16, 19-3, 12-15, 22-5                                         |                      |                                                                            |                                                                                                   |  |
|                    | Estadísticas Lauren Audino (12) Isaline Alexander (12) Rosalie Mercille (5) | Reporte Pts Reb Asts | Estadísticas (8) Ana Oliveira (7) Brenda Bleidao (2) A. Oliveira, R. souza | Pabellón: Polideportivo 21 de Abril Árbitros: Virginia Peruchini Felipe Valenzuela Mario Granados |  |

| 18 de junio, 13:15 | Brasil                                                                  | 55–71                | Ecuador                                                                | Aysén                                                                                         |  |
|                    | Parciales: 8-24, 12-20, 19-8, 16-19                                     |                      |                                                                        |                                                                                               |  |
|                    | Estadísticas Brenda Bleidao (22) Brenda Bleidao (12) Anna Rodrígues (4) | Reporte Pts Reb Asts | Estadísticas (16) Evelyn Pilay (14) Evelyn Pilay (3) D. Prado, K. Mora | Pabellón: Polideportivo 21 de Abril Árbitros: Virginia Peruchini Ashley Gilpin Mario Granados |  |

| 18 de junio, 18:00 | Canadá                                                                             | 83–40                | Puerto Rico                                                   | Aysén                                                                                               |  |
|                    | Parciales: 21-5, 22-11, 20-11, 20-13                                               |                      |                                                               | |  |
|                    | Estadísticas Avianna Thompson (16) Avianna Thompson (10) L. Allana, I. Zíngaro (4) | Reporte Pts Reb Asts | Estadísticas (14) Jullie Ruíz (8) Kayla Pérez (2) Kayla Pérez | Pabellón: Polideportivo 21 de Abril Árbitros: Gabriel Ramírez Leal Felipe Valenzuela Karol Quiñones |  |

### Grupo B
|   | Equipo         | Pts | J | G | P | PF  | PC  | Dif  |
| - | -------------- | --- | - | - | - | --- | --- | ---- |
| 1 | Estados Unidos | 6   | 3 | 3 | 0 | 321 | 96  | +225 |
| 2 | Chile          | 5   | 3 | 2 | 1 | 168 | 189 | -21  |
| 3 | México         | 4   | 3 | 1 | 2 | 140 | 184 | -44  |
| 4 | El Salvador    | 3   | 3 | 0 | 3 | 90  | 250 | -160 |

| 16 de junio, 20:30 | Chile                                                                      | 63–46                | El Salvador                                                                 | Aysén                                                                                           |  |
|                    | Parciales: 18-14, 16-6, 19-9, 10-17                                        |                      |                                                                             |                                                                                                 |  |
|                    | Estadísticas Fernanda Ovalle (24) Fernanda Ovalle (14) Damaris Alarcón (5) | Reporte Pts Reb Asts | Estadísticas (21) Keylin Murcia (10) K. Murcia, M. Tejada (4) Keylin Murcia | Pabellón: Polideportivo 21 de Abril Árbitros: Andreia Silva Carlos Andrés Peralta Rebeca Dávila |  |

| 17 de junio, 15:30 | El Salvador                                                       | 19–114               | Estados Unidos                                                            | Aysén                                                                                            |  |
|                    | Parciales: 5-34, 4-23, 9-33, 1-24                                 |                      |                                                                           |                                                                                                  |  |
|                    | Estadísticas Amanda Williams (6) Silvia Vega (9) Sofía Alfaro (3) | Reporte Pts Reb Asts | Estadísticas (21) Londynn Jones (13) J. Barker, L. Betts (7) Olivia Miles | Pabellón: Polideportivo 21 de Abril Árbitros: Nicolás Flores Ávalos Rebeca Dávila Romina Morales |  |

| 17 de junio, 20:15 | Chile                                                                          | 61–34                | México                                                                           | Aysén                                                                                            |  |
|                    | Parciales: 17-6, 24-7, 11-7, 9-14                                              |                      |                                                                                  |                                                                                                  |  |
|                    | Estadísticas Fernanda Ovalle (13) Fernanda Ovalle (15) Catalina Valenzuele (6) | Reporte Pts Reb Asts | Estadísticas (11) Mariana Valenzuela (12) Mariana Valenzuela (3) Paola Arredondo | Pabellón: Polideportivo 21 de Abril Árbitros: Andreia Silva Carlos Andrés Peralta Romina Morales |  |

| 18 de junio, 15:30 | México                                                                                  | 73–25                | El Salvador                                                                | Aysén                                                                                           |  |
|                    | Parciales:' 12-3, 25-5, 22-4, 14-13                                                     |                      |                                                                            |                                                                                                 |  |
|                    | Estadísticas Mariana Valenzuela (18) Mariana Valenzuela (21) P. Arredondo, v. López (6) | Reporte Pts Reb Asts | Estadísticas (10) Amanda Williams (7) Dayana Maldonado (4) Amanda Williams | Pabellón: Polideportivo 21 de Abril Árbitros: Andreia Silva Carlos Andrés Peralta Rebeca Dávila |  |

| 18 de junio, 20:15 | Estados Unidos                                                    | 109–44               | Chile                                                                                  | Aysén                                                                                              |  |
|                    | Parciales: 24-16, 26-5, 36-2, 23-21                               |                      |                                                                                        | |  |
|                    | Estadísticas Payton Verhulst (21) Lauren Betts (16) Kira Rice (6) | Reporte Pts Reb Asts | Estadísticas (13) Fernanda Ovalle (4) C. Valenzuela, B. Torres (3) Catalina Valenzuela | Pabellón: Polideportivo 21 de Abril Árbitros: Nicolás Flores Ávalos Christine Voung Romina Morales |  |

| 19 de junio, 18:00 | Estados Unidos                                                       | 98–33                | México                                                                                               | Aysén                                                                                      |  |
|                    | Parciales: 28-11, 26-6, 17-11, 27-5                                  |                      | |                                                                                            |  |
|                    | Estadísticas Payton Verhulst (19) Lauren Betts (14) Olivia Miles (9) | Reporte Pts Reb Asts | Estadísticas (12) Mariana Valenzuela (6) Mariana Valenzuela (2) E. Rodríguez, P. Arredondo, V. López | Pabellón: Polideportivo 21 de Abril Árbitros: Christine Voung Rebeca Dávila Romina Morales |  |

## Fase final

### Cuadro
|  | Quinto puesto 22 de junio | Quinto puesto 22 de junio |                |     | Clasificación 5.º-8.º 21 de junio | Clasificación 5.º-8.º 21 de junio |        |    | Cuartos de final 20 de junio | Cuartos de final 20 de junio |             |    | Semifinales 21 de junio | Semifinales 21 de junio |  |  | Final 22 de junio | Final 22 de junio |
|  |                           |                           |                |     |                                   |                                   |        |    |                              |                              |             |    |                         |                         |  |  |                   |                   |
|  |                           |                           |                |     |                                   |                                   |        |    |                              |                              |             |    |                         |                         |  |  |                   |                   |
|  |                           |                           |                |     |                                   |                                   |        |    |                              |                              |             |    |                         |                         |  |  |                   |                   |
|  |                           |                           |                |     |                                   |                                   |        |    | Canadá                       | 61                           |             |    |                         |                         |  |  |                   |                   |
|  |                           |                           |                |     |                                   |                                   |        |    | Canadá                       | 61                           |             |    |                         |                         |  |  |                   |                   |
|  |                           |                           | El Salvador    | 15  |                                   |                                   |        |    |                              |                              |             |    |                         |                         |  |  |                   |                   |
|  |                           | El Salvador               | El Salvador    | 15  | 26                                |                                   |        |    |                              | Canadá                       | 50          |    |                         |                         |  |  |                   |                   |
|  |                           |                           |                |     | 26                                |                                   |        |    |                              | Canadá                       | 50          |    |                         |                         |  |  |                   |                   |
|  |                           |                           | Ecuador        | 59  |                                   |                                   | Chile  | 38 |                              |                              |             |    |                         |                         |  |  |                   |                   |
|  | Chile                     | 56                        | Ecuador        | 59  |                                   |                                   | Chile  | 38 |                              |                              |             |    |                         |                         |  |  |                   |                   |
|  | Chile                     | 56                        |                |     |                                   |                                   |        |    |                              |                              |             |    |                         |                         |  |  |                   |                   |
|  |                           |                           | Ecuador        | 43  |                                   |                                   |        |    |                              |                              |             |    |                         |                         |  |  |                   |                   |
|  | Ecuador                   | 59                        | Ecuador        | 43  |                                   |                                   | Canadá | 37 |                              |                              |             |    |                         |                         |  |  |                   |                   |
|  | Ecuador                   | 59                        |                |     |                                   |                                   | Canadá | 37 |                              |                              |             |    |                         |                         |  |  |                   |                   |
|  | Brasil                    | 47                        |                |     | Estados Unidos                    | 87                                |        |    |                              |                              |             |    |                         |                         |  |  |                   |                   |
|  | Brasil                    | 47                        | Puerto Rico    | 50  | Estados Unidos                    | 87                                |        |    |                              |                              |             |    |                         |                         |  |  |                   |                   |
|  |                           |                           | Puerto Rico    | 50  |                                   |                                   |        |    |                              |                              |             |    |                         |                         |  |  |                   |                   |
|  |                           |                           | México         | 48  |                                   |                                   |        |    |                              |                              |             |    |                         |                         |  |  |                   |                   |
|  | Séptimo puesto            | Séptimo puesto            | México         | 48  | México                            | 39                                |        |    |                              |                              | Puerto Rico | 30 | Tercer puesto           | Tercer puesto           |  |  |                   |                   |
|  | Séptimo puesto            | Séptimo puesto            |                |     | México                            | 39                                |        |    |                              |                              | Puerto Rico | 30 | Tercer puesto           | Tercer puesto           |  |  |                   |                   |
|  |                           |                           |                |     | Brasil                            | 49                                |        |    | Estados Unidos               | 103                          |             |    |                         |                         |  |  |                   |                   |
|  | El Salvador               | 38                        | Estados Unidos | 107 | Brasil                            | 49                                | Chile  | 59 | Estados Unidos               | 103                          |             |    |                         |                         |  |  |                   |                   |
|  | El Salvador               | 38                        | Estados Unidos | 107 |                                   |                                   | Chile  | 59 |                              |                              |             |    |                         |                         |  |  |                   |                   |
|  | México                    | 61                        |                |     | Brasil                            | 32                                |        |    | Puerto Rico                  | 49                           |             |    |                         |                         |  |  |                   |                   |

#### Cuartos de final
| 20 de junio, 13:15 | Canadá                                                                    | 61–15                | El Salvador                                                      | Aysén                                                                                    |  |
|                    | Parciales: 20-0, 18-6, 14-3, 9-6                                          |                      |                                                                  |                                                                                          |  |
|                    | Estadísticas Avianna Thompson (13) Teah Stupar (11) Isaline Alexander (4) | Reporte Pts Reb Asts | Estadísticas (6) Rebeca Roque (1) R. Roque, G. alfaro, F. Tejada | Pabellón: Polideportivo 21 de Abril Árbitros: Ashley Gilpin Romina Morales Rebeca Dávila |  |

| 20 de junio, 15:30 | Estados Unidos                                                                           | 107–32               | Brasil                                                                    | Aysén                                                                                             |  |
|                    | Parciales: 27-10, 25-5, 28-11, 27-6                                                      |                      |                                                                           |                                                                                                   |  |
|                    | Estadísticas Sonia Citron (16) Lauren Betts (14) S. Poffenbarger, O. Miles, A. Moore (5) | Reporte Pts Reb Asts | Estadísticas (8) Raiane Dias (6) V. Carvalho, W. Camargo (2) Ana Oliveira | Pabellón: Polideportivo 21 de Abril Árbitros: Nicolás Flores Ávalos Karol Quiñones Mario Granados |  |

| 20 de junio, 18:00 | Puerto Rico                                                            | 50–48                | México                                                                                                 | Aysén                                                                                                 |  |
|                    | Parciales: 15-12, 14-13, 7-14, 14-9                                    |                      | | |  |
|                    | Estadísticas Paloma García (13) Paloma García (6) Silkiari Vázquez (5) | Reporte Pts Reb Asts | Estadísticas (17) Mariana Valenzuela (14) Mariana Valenzuela (2) E. Chávez, E. Rodríguez, P. Arredondo | Pabellón: Polideportivo 21 de Abril Árbitros: Carlos Andrés Peralta Chrsitine Vuong Felipe Valenzuela |  |

| 20 de junio, 20:15 | Chile                                                                          | 56–43                | Ecuador                                                            | Aysén                                                                                               |  |
|                    | Parciales: 9-8, 11-18, 13-11, 23-6                                             |                      |                                                                    | |  |
|                    | Estadísticas Fernanda Ovalle (23) Fernanda Ovalle (17) Catalina Valenzuela (5) | Reporte Pts Reb Asts | Estadísticas (18) Blanca Quiñonez (12) Samy Bacilio (3) Kenya Mora | Pabellón: Polideportivo 21 de Abril Árbitros: Andreia Silva Virginia Peruchini Gabriel Ramírez Leal |  |

#### 5.º al 8.º puesto
| 21 de junio, 13:15 | México                                                                                  | 39–49                | Brasil                                                                           | Aysén                                                                                              |  |
|                    | Parciales: 14-, 6-6, 7-24, 12-6                                                         |                      |                                                                                  | |  |
|                    | Estadísticas Valenzuela, Arredondo, López (9) Mariana Valenzuela (22) Viviana López (3) | Reporte Pts Reb Asts | Estadísticas (18) Brenda Bleidao (12) V. Carvalho, W. Camargo (4) Eduarda Reolón | Pabellón: Polideportivo 21 de Abril Árbitros: Virginia Peruchini Christine Vuong Felipe Valenzuela |  |

| 21 de junio, 15:30 | El Salvador                                                        | 26–59                | Ecuador                                                               | Aysén                                                                                   |  |
|                    | Parciales: 4-20, 3-17, 7-13, 12-9                                  |                      |                                                                       |                                                                                         |  |
|                    | Estadísticas Amanda Williams (8) Silvia Vega (13) Sofía Alfaro (3) | Reporte Pts Reb Asts | Estadísticas (16) Samy Bacilio (15) Samy Bacilio (5) Daniela Argüello | Pabellón: Polideportivo 21 de Abril Árbitros: Andreia Silva Ashley Gilpin Rebeca Dávila |  |

#### Semifinales
| 21 de junio, 18:00 | Puerto Rico                                                            | 30–103               | Estados Unidos                                                      | Aysén                                                                                             |  |
|                    | Parciales: 9-18, 11-23, 6-37, 4-25                                     |                      |                                                                     |                                                                                                   |  |
|                    | Estadísticas Nina De León (7) Kayla Pérez (5) K. Pérez, S. Vázquez (2) | Reporte Pts Reb Asts | Estadísticas (16) Lauren Betts (13) Janiah Barker (11) Olivia Miles | Pabellón: Polideportivo 21 de Abril Árbitros: Carlos Andrés Peralta Karol Quiñones Romina Morales |  |

| 21 de junio, 20:15 | Canadá                                                                           | 50–38                | Chile                                                                      | Aysén                                                                                                   |  |
|                    | Parciales: 15-15, 12-4, 11-17, 12-2                                              |                      |                                                                            | |  |
|                    | Estadísticas Isaline Alexander (16) Isaline Alexander (13) Isaline Alexander (4) | Reporte Pts Reb Asts | Estadísticas (15) Fernanda Ovalle (13) Fernanda Ovalle (3) Fernanda Ovalle | Pabellón: Polideportivo 21 de Abril Árbitros: Gabriel Ramírez Leal Nicolás Flores Ávalos Mario Granados |  |

#### Séptimo puesto
| 22 de junio, 13:15 | El Salvador                                                                | 38–61                | México                                                                | Aysén                                                                                        |  |
|                    | Parciales: 13-16, 7-17, 13-14, 5-14                                        |                      |                                                                       |                                                                                              |  |
|                    | Estadísticas A. Williams, S. Vega (11) Fátima Tejada (12) Sofía Alfaro (4) | Reporte Pts Reb Asts | Estadísticas (15) Evelyn Quiroz (17) Mariana Valenzuela (5) Mayra Gil | Pabellón: Polideportivo 21 de Abril Árbitros: Felipe Valenzuela Rebeca Dávila Romina Morales |  |

#### Quinto puesto
| 22 de junio, 15:30 | Ecuador                                                                          | 59–47                | Brasil                                                 | Aysén                                                                                             |  |
|                    | Parciales: 21-13, 18-12, 7-8, 13-14                                              |                      |                                                        |                                                                                                   |  |
|                    | Estadísticas Blanca Quiñones (20) Paulina Vaicekauskas (10) Daniela Argüello (4) | Reporte Pts Reb Asts | Estadísticas (10) Victoria Carvalho (3) Anna Rodrígues | Pabellón: Polideportivo 21 de Abril Árbitros: Nicolás Flores Ávalos Karol Quiñones Mario Granados |  |

#### Tercer puesto
| 22 de junio, 18:00 | Chile                                                                      | 59–49                | Puerto Rico                                                                 | Aysén                                                                                            |  |
|                    | Parciales: 9-17, 16-11, 18-2, 16-19                                        |                      |                                                                             |                                                                                                  |  |
|                    | Estadísticas Fernanda Ovalle (19) Fernanda Ovalle (16) Damaris Alarcón (3) | Reporte Pts Reb Asts | Estadísticas (27) Nina De León (9) N. De León, P. Hernández (2) Jullie Ruíz | Pabellón: Polideportivo 21 de Abril Árbitros: Ashley Gilpin Christine Vuong Gabriel Ramírez Leal |  |

#### Final
| 22 de junio, 20:15 | Canadá                                                                     | 37–87                | Estados Unidos                                                       | Aysén                                                                                                |  |
|                    | Parciales: 2-24, 12-21, 9-25, 14-17                                        |                      |                                                                      | |  |
|                    | Estadísticas Avianna Thompson (10) Izabella Zíngaro (6) Louella Allana (4) | Reporte Pts Reb Asts | Estadísticas (18) Payton Verhulst (14) Lauren Betts (8) Olivia Miles | Pabellón: Polideportivo 21 de Abril Árbitros: Andreia Silva Carlos Andrés Peralta Virginia Peruchini |  |

## Posiciones finales
| Rank              | Equipo         | Récord |
| ----------------- | -------------- | ------ |
| Medalla de oro    | Estados Unidos | 6 - 0  |
| Medalla de plata  | Canadá         | 5 - 1  |
| Medalla de bronce | Chile          | 4 - 2  |
| 4                 | Puerto Rico    | 3 - 3  |
| 5                 | Ecuador        | 3 - 3  |
| 6                 | Brasil         | 2 - 4  |
| 7                 | México         | 2 - 4  |
| 8                 | El Salvador    | 0 - 6  |

|  | Clasificados al Campeonato Mundial de Baloncesto Femenino Sub-17 de 2020. |

## Clasificados al Campeonato Mundial Femenino Sub-17 2020
| Bandera de Canadá | Bandera de Chile | Bandera de Estados Unidos | Bandera de Puerto Rico |
| Canadá            | Chile            | Estados Unidos            | Puerto Rico            |
| ----------------- | ---------------- | ------------------------- | ---------------------- |